# Chronologie de la place des femmes dans les sciences
Ceci est une chronologie de la place des femmes en sciences.

## Égypte antique (vers 2700 avant notre ère)
- Méryt-Ptah, considérée comme médecin de l'Égypte antique de l'âge du bronze ; n'a probablement pas existé mais était connue comme première femme de l'histoire mentionnée en tant que médecin.

## Égypte ancienne,IVedynastie de l’Ancien Empire (2670 à 2450 avant J.-C.)
- Pésèshèt, femme médecin égyptienne[1].

## Mésopotamie, vers 1200 avant notre ère
- Tapputi-Belatekallim est une parfumeuse mentionnée sur une tablette assyrienne en cunéiforme vers 1200 av. J.-C.

## VIesiècleav. J.-C.
- Théano, philosophe, mathématicienne et médecin grecque, femme de Pythagore, prend la tête avec ses fils de l'école de son mari après la mort de celui-ci. D'autres femmes étaient élèves de cette école.

## IIIesiècleav. J.-C.
- Marie la Juive, à qui l'on attribue l'origine de certains ustensiles de laboratoire ainsi que la technique du bain-marie.

## IIesiècleav. J.-C.
- Aglaonice de Thessalie, considérée comme la première femme astronome. Elle étudie le mouvement des astres et sait prédire les éclipses. Un cratère de la planète Vénus est nommé en son honneur.

## Iersiècleav. J.-C.
- Agnodice, femme médecin et gynécologue grecque.

## IIIesiècle
- Cléopâtre l'Alchimiste, alchimiste et philosophe égyptienne, considérée comme l'inventrice de l'alambic moderne ; elle officiait à Alexandrie au IIIe  ou au IVe siècle.

## IVesiècle
- Hypatie, mathématicienne, astronome et philosophe grecque appartenant au courant de l'École néoplatonicienne d'Alexandrie.

## Xesiècle
- Mariam al-Ijliya, astronome originaire d'Alep, est une fabricante d'astrolabes.

## XIesiècle

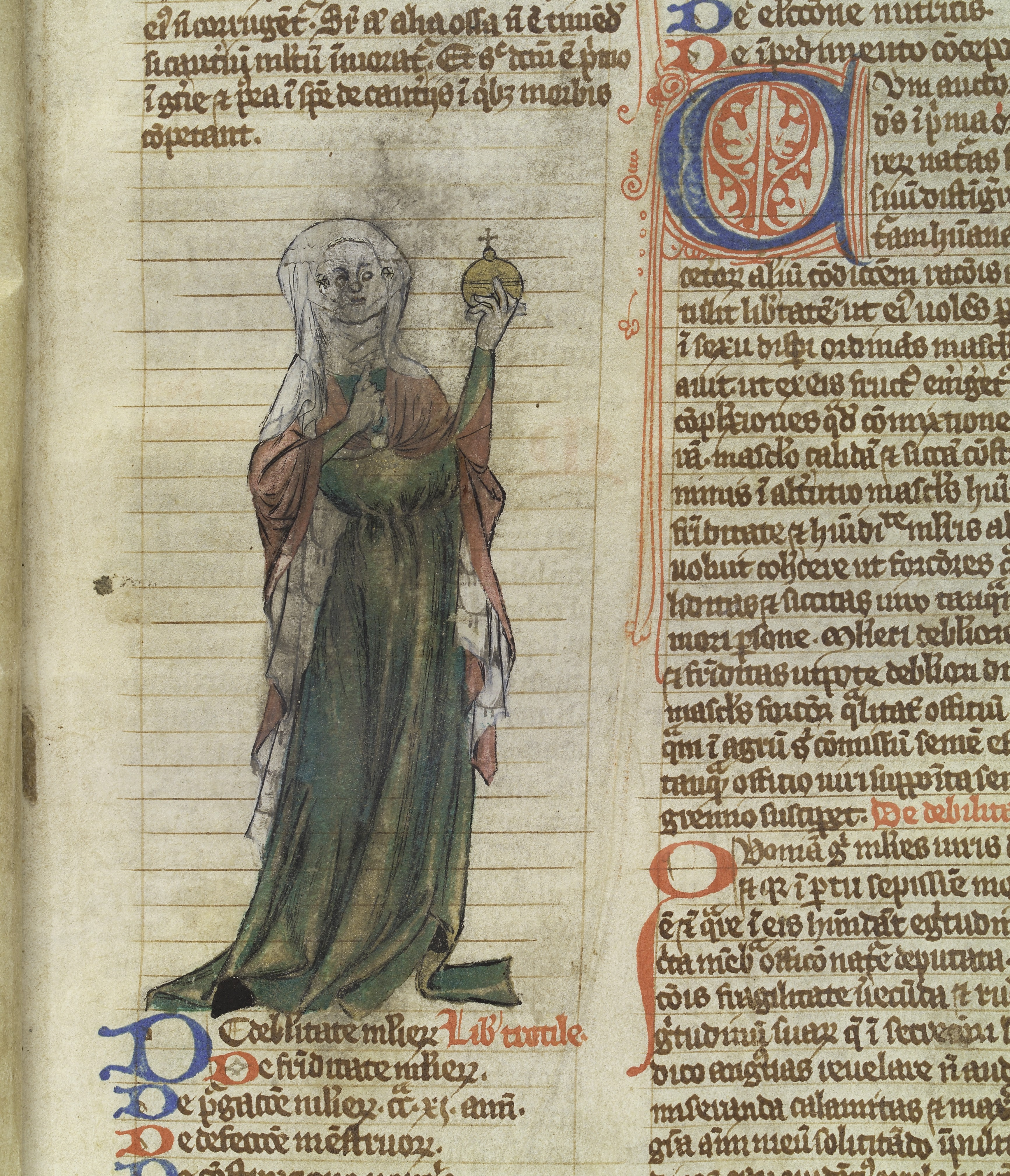
Enluminure du début du XIVe siècle représentant une femme médecin, potentiellement Trotula de Salerne.

- Trotula de Salerne (? - 1097), femme médecin, chirurgienne et gynécologue, auteure de traités de médecine ; elle étudie à l'École de médecine de Salerne, puis y enseigne et pratique au dispensaire.

## XIIesiècle

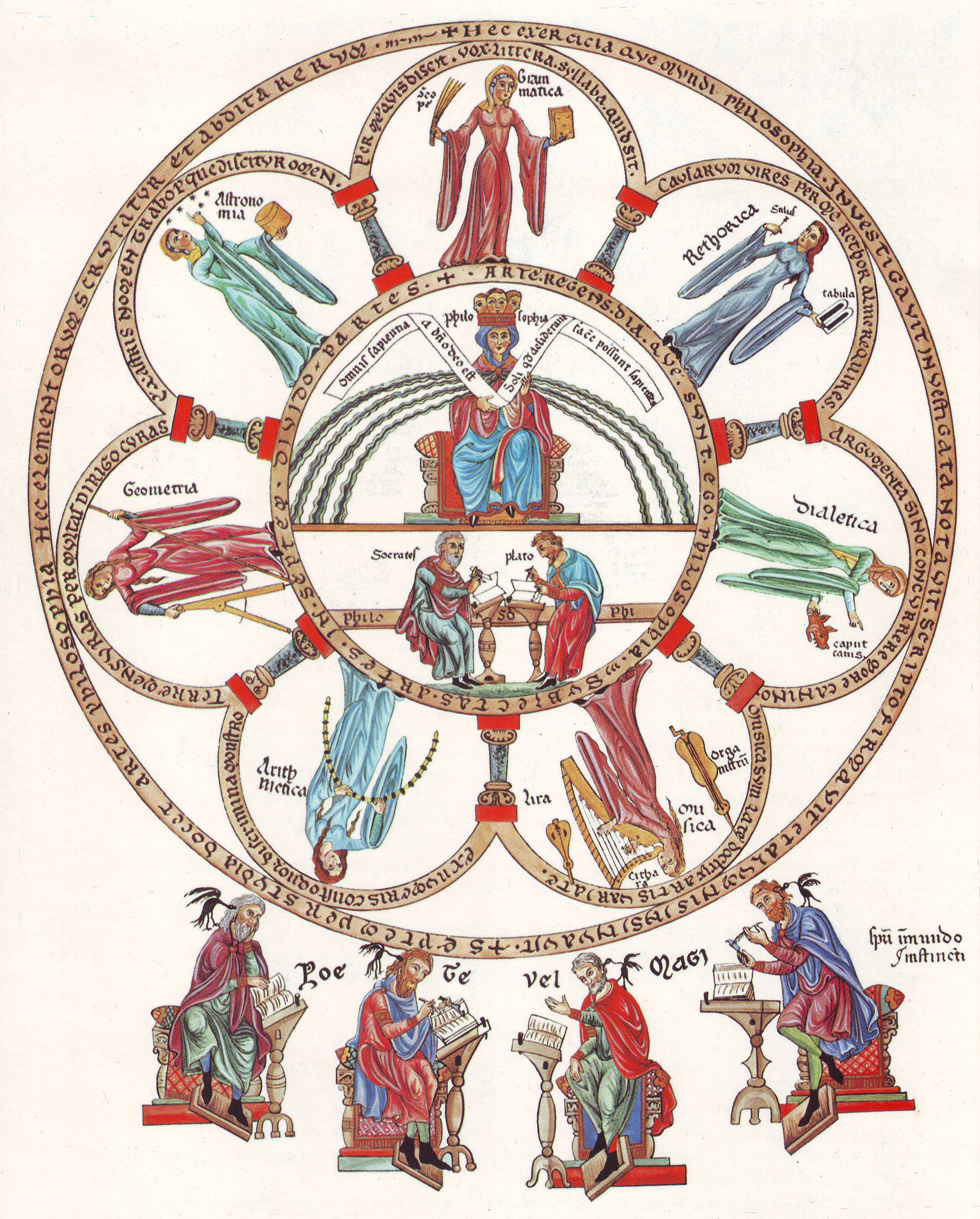
Allégorie de la Philosophie et des sept arts libéraux, enluminure de lHortus Deliciarum.

- Eupraxia Dobrodeia de Kiev (? - 1131), princesse Rus' et première épouse du co-empereur de l'Empire byzantin Alexis Comnène, aussi connue en tant qu'auteure du premier traité de médecine rédigé par une femme.
- Hildegarde de Bingen (1098-1179) réalise de nombreux ouvrages dont certains concernant la médecine et la botanique.
- 1159 à 1175 — Réalisation de l'Hortus deliciarum, encyclopédie chrétienne, par Herrade de Landsberg et les moniales du couvent de Hohenbourg (mont Sainte-Odile) ; cet ouvrage en latin à vocation pédagogique résume les connaissances théologiques et profanes de l'époque.

## XIVesiècle
- Abella de Salerne, femme médecin italienne du milieu du XIVe siècle.
- 1360 — Dorotea Bocchi (aussi nommée Dorotea Bucca) devient professeure de médecine, à la suite de son père, à l'université de Bologne, et ce, pour plus de quarante ans[2].

## XVesiècle
- v. 1480 — Juliana Berners, probablement prieure du couvent de Sopwell près de St Albans, fait paraître un ouvrage de fauconnerie et un autre sur la pêche.

## XVIesiècle
- Sophie Brahe (1556 ou 1559–1643) pratique la chimie et montre ses applications à la médecine et à l'horticulture. Elle était aussi généalogiste et a assisté son frère Tycho Brahe dans ses travaux d'astronomie.
- Louise Bourgeois (1563-1636), sage-femme ayant accouché la reine de France Marie de Médicis et première personne à avoir rédigé un traité d'obstétrique incluant des données anatomiques (1609).
- Caterina Vitale (1566-1619), pharmacienne et chimiste à Malte, première pharmacienne de l'Ordre de Saint-Jean de Jérusalem.

## XVIIesiècle
- 1636 — Anne-Marie de Schurman (1607-1678), artiste et érudite des Provinces-Unies, est la première femme à pouvoir assister à des conférences dans une université.
- 1642 — Martine de Bertereau (1590 - vers 1642), première femme minéralogiste connue, est emprisonnée en France pour suspicion de sorcellerie et meurt dans l'année[3].
- 1650 — Maria Cunitz (1610-1664), astronome née en Silésie, publie Urania propitia, ouvrage d'astronomie dans lequel l'auteure démontre une grande maîtrise des mathématiques avancées et du calcul astronomique, ainsi qu'une compréhension approfondie des travaux de Johannes Kepler en astronomie ; l'auteure y apporte aussi une simplification et corrige les calculs de Kepler concernant les positions des planètes ; de plus, ce livre est publié en latin et en allemand afin d'atteindre un public plus large[4].
- 1656 — Parution de l'ouvrage La Chymie Charitable et Facile, en Faveur des Dames de la chimiste française Marie Meurdrac (vers 1610-1680).
- 1667 — L'aristocrate anglaise, philosophe, femme de lettres et de sciences, Margaret Cavendish (1623-1673) est la première femme autorisée à assister à une réunion de la Royal Society, société savante londonnienne.
- 1673 — François Poullain de La Barre (1647–1725) fait paraître anonymement De l'égalité des deux sexes, discours physique et moral où l'on voit l'importance de se défaire des préjugés où il dénonce l'injustice du traitement réservé aux femmes, soutient qu'il faut leur permettre de suivre les mêmes études que les hommes et qu'il faut leur ouvrir toutes les carrières, y compris scientifiques. On lui doit la célèbre formule l'esprit n'a point de sexe.
- 1678 — Elena Cornaro Piscopia (1646–1684) est la première femme à obtenir un diplôme de philosophie, décerné par l'Université de Padoue.Métamorphose d'un papillon (1705) par Anna Maria Sibylla Merian.

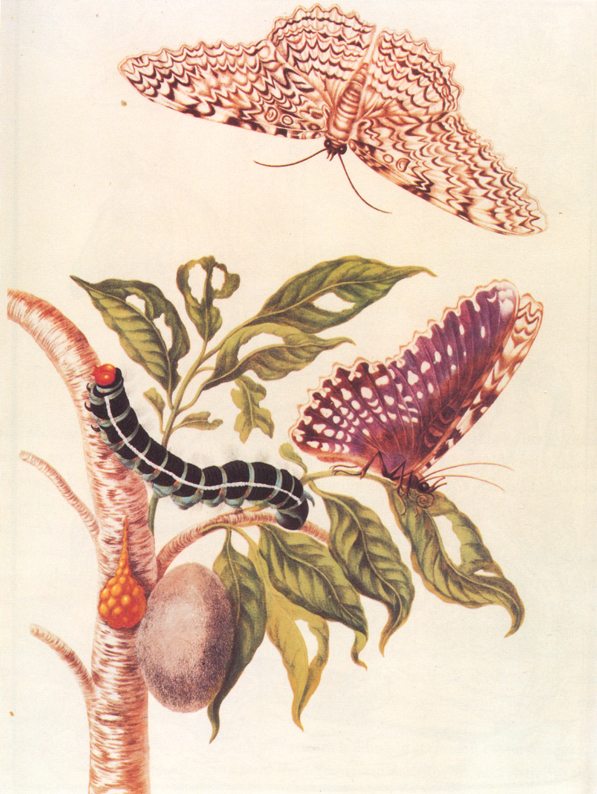
Métamorphose d'un papillon (1705) par Anna Maria Sibylla Merian.

- 1679 — Anna Maria Sibylla Merian (1647–1717) fait paraître une étude sur le cycle de développement des papillons, l'une des toutes premières recherches en ce domaine.
- 1685 — Titia Brongersma (vers 1650 - vers 1700), poètesse et archéologue de Frise, supervise la première excavation de dolmen à Borger (Pays-Bas).
- 1686 — Fontenelle (1657–1757), fait paraître son ouvrage de vulgarisation, Entretiens sur la pluralité des mondes, à l’usage des dames : « J'ai mis dans ces entretiens une femme que l'on instruit, et qui n'a jamais ouï parler de ces choses-là. J'ai cru que cette fiction me servirait et à rendre l'ouvrage plus susceptible d'agrément, et à encourager les dames par l'exemple d'une femme qui, ne sortant jamais des bornes d'une personne qui n'a nulle teinture de science, ne laisse pas d'entendre ce qu'on lui dit, et de ranger dans sa tête sans confusion les tourbillons et les mondes. »
- 1699 – Anna Maria Sibylla Merian (1647–1717), à 51 ans, entreprend un voyage au Suriname pour y étudier les papillons vivants directement dans leur milieu. C'est probablement la première expédition entièrement consacrée à l'entomologie. Elle finance son voyage grâce à la vente de spécimens qu'elle rapporte d'Amérique. Elle devient célèbre à la suite du succès que rencontre le compte rendu de ses observations, Métamorphose des insectes du Surinam (dix-neuf éditions entre 1675 et 1771).

## XVIIIesiècle

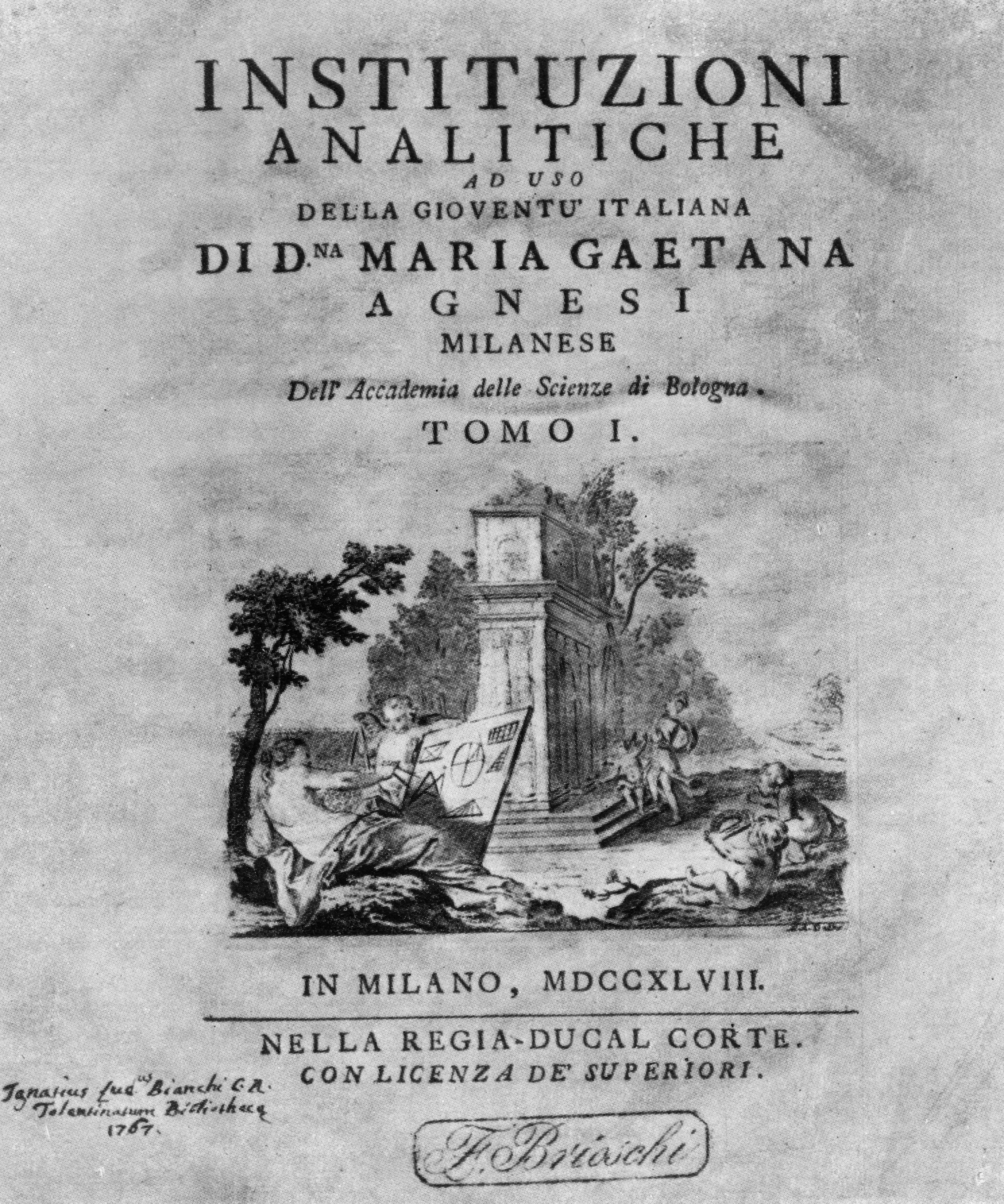
Instituzioni analitiche, page de frontispice de l'édition italienne de l'ouvrage de synthèse des connaissances mathématiques, de Maria Gaetana Agnesi, 1848.

- 1702 — Maria Margarethe Kirch (1670-1720), astronome célèbre en Allemagne à son époque, est la première femme à découvrir une comète[5].
- 1733 — Laura Bassi (1711–1778) commence à enseigner la physique et les mathématiques à l'université de Bologne.
- 1737 — Francesco Algarotti (1712–1764) fait paraître un ouvrage de vulgarisation de l’optique de Sir Isaac Newton (1643–1727), Neutonianismo per le dame. Ce livre rencontre un immense succès européen (il est traduit en français dès l'année suivante, Le Newtonianisme pour les dames, et en anglais celle d'après) : il marque le début des livres sur les sciences destinées aux femmes.

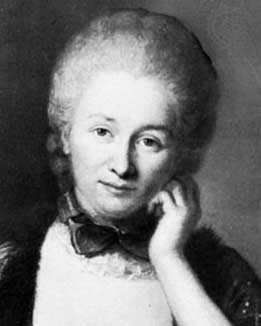
Gabrielle Émilie le Tonnelier de Breteuil, marquise du Châtelet.

- 1738 — Maria Gaetana Agnesi (1718–1799) fait paraître un plaidoyer pour l'éducation des femmes : « la nature a doté l'esprit féminin de la possibilité de comprendre toutes les connaissances, et, […] en privant les femmes de la possibilité de s'instruire, les hommes travaillent contre le plus grand intérêt du bien public[6] ».
- 1748 — La même Maria Gaetana Agnesi, mathématicienne, fait paraître ses Instituzioni analitiche, ad uso della gioventù italiana, grand ouvrage de synthèse des connaissances mathématiques et qui sera traduit en anglais et en français. En 1749, elle est nommée par le pape Benoît XIV lectrice honoraire à l'université de Bologne mais n'y enseigne pas.
- 1748 — Eva Ekeblad (1724-1786), scientifique suédoise, devient la première femme membre de l’Académie royale des sciences de Suède.
- 1756 — Gabrielle Émilie Le Tonnelier de Breteuil (1706–1749), plus connue sous le nom de Madame du Châtelet, traduit en français les Principia Mathematica de Sir Isaac Newton (1643–1727).
- 1762 — Jean-Jacques Rousseau (1712–1778) conseille aux femmes l'étude de la botanique, seule discipline qu'il juge accessible à l'esprit féminin : La recherche des vérités abstraites et spéculatives, des principes, des axiomes dans les sciences, tout ce qui tend à généraliser les idées n'est point du ressort des femmes, leurs études doivent se rapporter toutes à la pratique; c'est à elles à faire l'application des principes que l'homme a trouvés, et c'est à elles de faire les observations qui mènent l'homme à l'établissement des principes (Émile ou De l'éducation).
- 1780 — William Withering (1741–1799) renonce à suivre le système de classification des fleurs proposé par le Suédois Carl von Linné (1707–1778) car celui-ci utilise des caractéristiques sexuelles pouvant heurter les femmes, fort amatrices, à cette époque, de botanique.
- 1784 — Marie Le Masson Le Golft publie sa Balance de la Nature, où elle évalue tous les objets de la nature à travers des tables de notation.
- 1787 — Caroline Herschel (1750–1848) devient la première astronome professionnelle, le roi George III (1738–1820) lui accordant un salaire annuel de 50 livres sterling pour assister son frère. Sa principale contribution à l'astronomie est la découverte de nouvelles comètes, en particulier la comète périodique 35P/Herschel-Rigollet, qui porte son nom.

## XIXesiècle
- 1816 – Sophie Germain (1776–1831) réussit le concours de l'Académie des sciences qui vise à donner la théorie mathématique des surfaces élastiques et à la comparer à l'expérience. Elle est alors admise à assister aux séances de l'Académie, interdite jusqu'alors aux femmes.
- 1824 — Mary Anning (1799-1847), collectionneuse de fossiles et paléontologue, découvre le premier squelette intact de plésiosaure, sa plus fameuse trouvaille ; par ailleurs, ses travaux contribuent au développement de la paléontologie[7].
- 1828 — Caroline Herschel (1750–1848) est la première femme à recevoir la médaille d'or de la Royal Astronomical Society.
- 1834 – Jeanne Villepreux-Power (1794–1871) invente l'aquarium pour l'observation des argonautes.
- 1835 — Caroline Herschel, première femme membre honoraire de la Royal Astronomical Society.

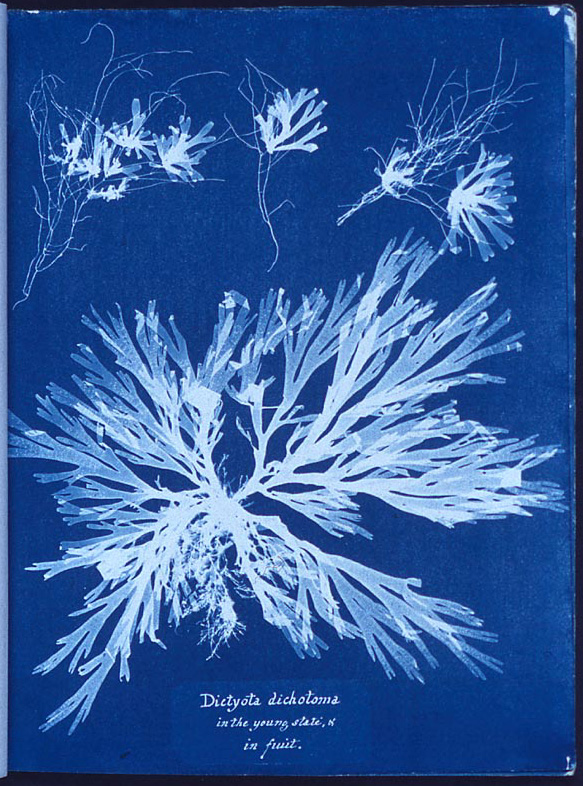
Phototype de la fougère Dictyota dichotoma d'Anna Atkins (1799–1871).

- 1836 — Création de la Société botanique de Londres dont 10 % des membres sont des femmes.
- 1842–1843 — En note du mémoire du mathématicien italien Federico Luigi, comte de Menabrea (1809–1896) sur la machine analytique qu'elle traduisit en français pour Charles Babbage (1791–1871), Ada Lovelace (1815–1852) décrivit une méthode très détaillée pour calculer les nombres de Bernoulli avec la machine. Elle est ainsi considérée comme l'inventeur du premier programme informatique de l'Histoire. Le nom du langage de programmation Ada sera plus tard choisi en son honneur[7].
- 1843 — Anna Atkins (1799–1871) fait paraître le premier ouvrage constitué de cyanotypes, British Algae: Cyanotype Impressions sur les algues britanniques.
- 1846 — Mary Anning (1799–1847), collectionneuse de fossiles, découvre un important squelette de plésiosaure. La Société géologique de Londres, qui n'admet aucune femme de par ses statuts, lui ouvre pourtant ses portes comme membre honoraire.
- 1847 — Maria Mitchell (1818-1889), astronome américaine, détermine l'orbite d'une nouvelle comète qu'elle vient de découvrir et qui sera nommée « Miss Mitchell's Comet »[7].
- 1849 — Elizabeth Blackwell (1821-1910) devient la première femme médecin aux États-Unis ; elle deviendra en 1869 la première femme membre de l'ordre des médecins en Grande-Bretagne.
- 1854 — Florence Nightingale (1820-1910) aide à réduire le taux de mortalité par blessures au combat (de 42 % à 2,2 %) des blessés durant la guerre de Crimée ; elle deviendra au cours de sa vie une pionnière des soins infirmiers modernes[7].
- 1861 — En France, Julie-Victoire Daubié devient la première femme française à obtenir le droit de se présenter au baccalauréat et la première bachelière ; elle poursuivra ses études et deviendra en 1871 la première femme française licenciée es lettres ; elle écrivit plusieurs articles et mémoires en faveur de l'égalité femmes-hommes[8],[9].
- 1863 — Emma Chenu (1835-1912) devient la première française à être diplômée du baccalauréat ès sciences auprès de la Faculté des sciences de Paris[10].
- 1868 — En France, les jeunes filles sont enfin autorisées à étudier la médecine. Elles sont quatre à la rentrée scolaire 1868/1869. Catherine Gontcharov (Russe) Mary Corinna Putnam (Américaine) et Elizabeth Garrett (Anglaise)[11]. Madeleine Brès est la première femme française à obtenir un doctorat de médecine de la Faculté de médecine de Paris en 1875. Interne provisoire durant le siège de Paris, elle ne peut ni conserver ce titre, ni passer le concours d'internat à la fin de la guerre. Emma Chenu (1835-1912) devient la première licenciée ès sciences de France après s'être préparée seule.
- 1870 — Elizabeth Garrett est la première docteur de la Faculté de médecine de Paris.
- 1874 — Sofia Kovalevskaïa (1850–1891) est la première femme à obtenir le titre de docteur ès mathématiques.Les "Harvard Computers", calculatrices de l'équipe de Pickering à l'Observatoire de l'université Harvard. Ce groupe inclura notamment les calculatrices et astronomes Henrietta Swan Leavitt (1868–1921), Annie Jump Cannon (1863–1941), Williamina Fleming (1857–1911), et Antonia Maury (1866–1952).

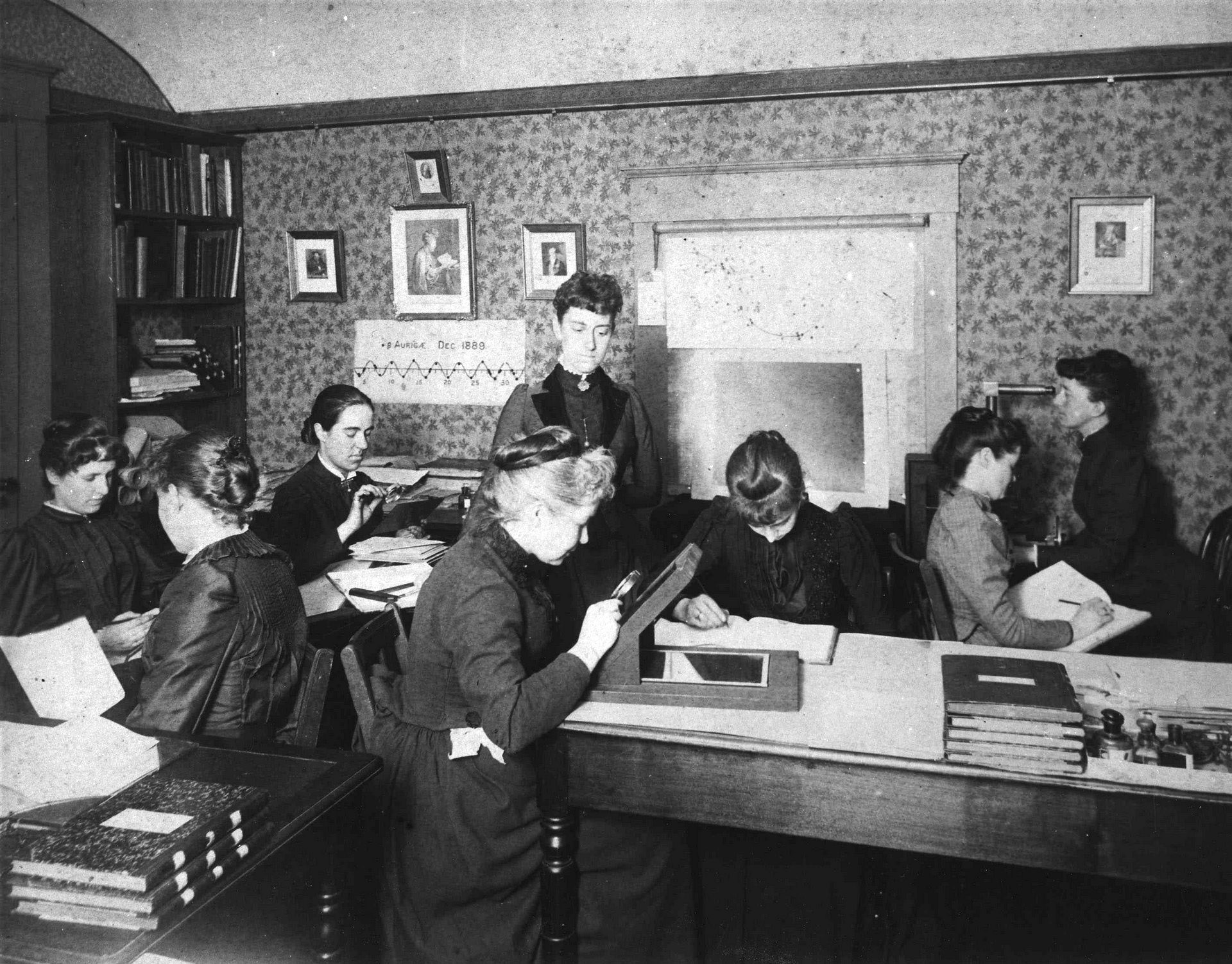
Les "Harvard Computers", calculatrices de l'équipe de Pickering à l'Observatoire de l'université Harvard. Ce groupe inclura notamment les calculatrices et astronomes Henrietta Swan Leavitt (1868–1921), Annie Jump Cannon (1863–1941), Williamina Fleming (1857–1911), et Antonia Maury (1866–1952).

- 1881 — Williamina Fleming (1857-1911) est la première femme embauchée à l'Observatoire de l'université Harvard, initialement en tant que calculatrice : elle fera plusieurs découvertes en astronomie en se basant sur les plaques photographiques des observations du laboratoire, proposera un nouveau système pour la classification des étoiles (projet du directeur Edward Pickering) et aura progressivement plus de responsabilités au sein du laboratoire[12]. Elle fera partie du groupe de femmes appelé ultérieurement les « Harvard Computers ».
- 1883 — Kadambini Ganguly et Anandi Gopal Joshi[13] sont les premières femmes indiennes à recevoir un diplôme universitaire en médecine occidentale et ainsi à devenir médecins.
- 1884 — Maria Mitchell (1818–1889) est la première femme à obtenir un doctorat d'astronomie avec une thèse sur les anneaux de Saturne.
- 1888 — Louise-Amélie Leblois est la première femme à obtenir en France un doctorat ès sciences en soutenant devant la faculté des sciences de Paris, le 31 mai 1888, une thèse de sciences naturelles consacrée à des « Recherches sur l'origine et le développement des canaux sécréteurs et des poches sécrétrices ».
- 1889 — Cécile Vogt (1875–1962) fonde avec son mari la Neurologische Zentralstation à Berlin. Au cours des années suivantes, elle s'imposera comme l'une des premières neuroscientifiques de premier plan.
- 1895 — Henrietta Swan Leavitt (1868-1921) entre à l'Observatoire de l'université de Harvard afin de caractériser et cataloguer les étoiles, faisant ainsi partie des « Harvard Computers » ; elle trouvera un moyen de mesurer les distances dans l'espace qu'on a plus tard nommé loi de Leavitt[12].
- 1896 — Annie Jump Cannon (1863-1941), diplômée en physique et en astronomie en 1884, entre comme assistante à l'Observatoire de l'université Harvard, dans l'équipe de Pickering, et participe aux premières expérience sur les rayons X dans son pays ; elle fera aussi partie des « Harvard Computers ».

## XXesiècle

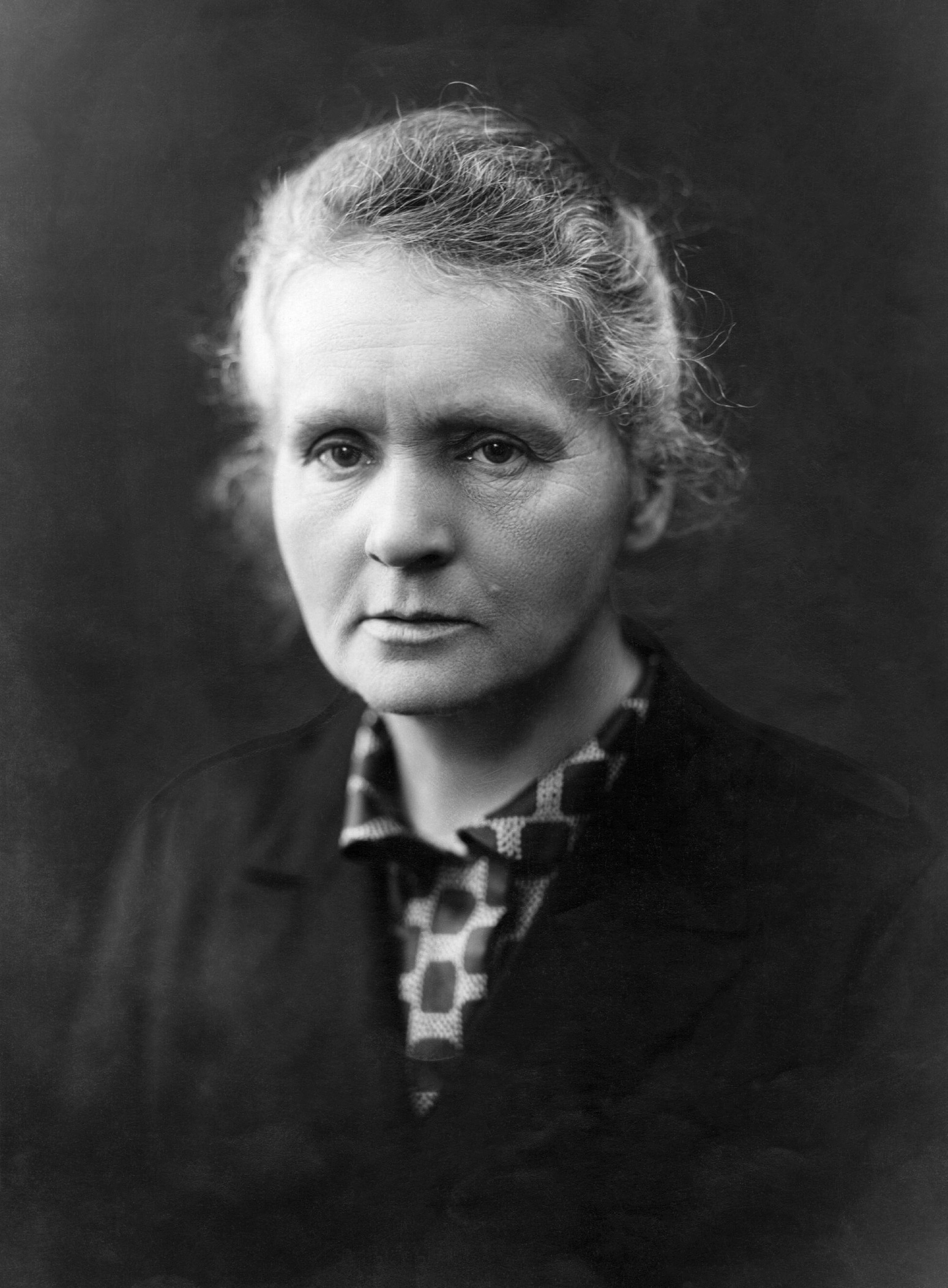
Marie Curie vers 1920.

- 1903 — Marie Curie (1867–1934) est la première femme à recevoir le prix Nobel (physique), prix Nobel reçu avec son mari Pierre Curie en partage avec Henri Becquerel[14]. Elle deviendra également en 1911 la première femme à recevoir un second prix Nobel (chimie) et l'une des deux seules personnes à l'avoir reçu dans plus d'une discipline (l'autre personne est Linus Pauling).
- 1904 — Première femme admise à la Société géologique de Londres.
- 1910 — Élise Deroche (1882–1919) se voit décerner par l'Aéro-Club de France le brevet de pilote no 36 et devient la première femme pilote brevetée au monde (Histoire de l'aviation).
- 1910 — Geneviève Aclocque (1884-1967), est reçue archiviste paléographe. Elle est la première femme diplômée de l'Ecole des Chartes.
- 1912 — Édmée Chandon (1885-1944) est la première astronome femme professionnelle en France, à l'Observatoire de Paris.
- 1918 — Emmy Noether[15] (1882-1935), mathématicienne allemande, publie le Théorème de Noether, très utilisé en physique, qu'elle a démontré en 1915.
- 1919 — Yvonne Pouzin réussit le concours des médecins des Hôpitaux de Nantes, devenant la première femme médecin des hôpitaux[16].
- 1926 — Suzette Gillet (1893-1988), première femme en France à accéder à un poste de professeur d’université en géologie (Université de Strasbourg)[17].
- 1928 — Margaret Mead (1901-1978), anthropologue américaine, publie son premier ouvrage : Adolescence à Samoa, qui deviendra un best-seller et met en avant sa dépendance à l'observation plutôt qu'aux statistiques[7].
- 1930 — Thérèse Bertrand-Fontaine, première femme à devenir médecin des hôpitaux de Paris.
- 1932 — Emmy Noether et Emil Artin deviennent corécipiendaires du Prix Alfred Ackermann-Teubner pour la promotion des mathématiques ; la mathématicienne reçoit ainsi la reconnaissance de ses confrères.
- 1936 — Irène Joliot-Curie, obtient, 25 ans après sa mère, Marie Curie, le prix Nobel de chimie en 1935 pour la découverte de la radioactivité artificielle[18].
- années 1930 — Lise Meitner, physicienne autrichienne puis suédoise, joue un rôle majeur dans la découverte de la fission nucléaire[19].
- 1939 — Marguerite Perey, chimiste française connue pour avoir isolé le francium en 1939, elle est la première femme élue correspondant de l'Académie des sciences en 1962.
- 1944 — Gertrude B. Elion, pharmacologue américaine, commence à travailler avec Geroge H. Hitchings : ils utiliseront des méthodes novatrices pour la recherche afin de développer de nouveaux médicaments contre différentes maladies telles la leucémie, les troubles auto-immuns, la goutte et le paludisme ; ces travaux leur permettront de partager, avec James Black, en 1988, le prix Nobel de physiologie ou médecine[7], pour «leur découverte des principes importants des traitements médicamenteux ».
- 1946 — Après être la première femme du Canada à recevoir un diplôme d'électronique en 1927, la première femme à recevoir une maîtrise en aéronautique en 1929, la première femme conceptrice d'aéronefs en 1938, Elizabeth Muriel Gregory MacGill (1905–1980) devient en 1946 la première femme conseiller technique auprès de l'Organisation de l'aviation civile internationale des Nations unies[20].
- 1948 — Rita Levi-Montalcini (1909-2012), neurobiologiste italienne, participe à l'identification du facteur de croissance nerveuse, ce qui lui vaudra, avec Stanley Cohen, le prix Nobel de physiologie ou médecine en 1986[7].
- 1951 — Rosalind Elsie Franklin (1920–1958), spécialiste de la diffraction aux rayons X, parvient à réaliser une cinquantaine de clichés de cristaux d'ADN. Ce sont ces travaux qui permirent à Watson et Crick de mettre en évidence la structure en double hélice de l'ADN. Elle est morte quatre ans avant l'attribution du prix Nobel à Watston et Crick. Un prix Nobel ne pouvant être attribué à titre posthume, elle ne put y être associée.
- 1957 — Chien-Shiung Wu (1912-1997), physicienne sino-américaine spécialiste de physique nucléaire, annonce, en collaboration avec une équipe scientifique, la première preuve expérimentale de la non-conservation de la parité dans les interactions faibles[7].
- 26 janvier 1959 — publication de l'article de trois médecins français dont Marthe Gautier[21] (1925-) concernant la découverte de la cause de la trisomie 21 : un chromosome surnuméraire.
- 1959 — Mary Leakey (1913-1996), paléontologue britannique, découvre en Tanzanie le squelette d'un hominidé, nommé initialement Zinjanthropus[7].
- 1960 — Jane Goodall (1934-), éthologue et anthropologue britannique, établit un camp dans la région du lac Tanganyika, en Tanzanie, dans ce qui est aujourd'hui le parc national de Gombe Stream ; elle y conduira ses observations de terrain sur el comportement des chimpanzés[7].
- 1961 — Katherine Jonhson (1918-2020), mathématicienne afro-américaine employée par la NASA, effectue les calculs pour la trajetoire de Freedom 7, la navette spatiale ayant permis le lancement du premier américain dans l'espace : Alan Shepard[7].
- 1962 — Rachel Carson (1907-1964), biologiste américaine, publie son ouvrage Silent Spring (Printemps silencieux), traitant des coûts biologiques des pesticides chimiques très utilisés aux États-Unis ; ce livre contribuera à l'avènement d'une nouvelle conscience environnementale[7].
- 1963 — Valentina Terechkova (1937–) est la première femme dans l'espace. Elle a effectué 48 orbites autour de la Terre à bord de Vostok 6, en 70 heures et 41 minutes, du 16 juin 1963 à 12 h 30 au 19 juin 1963 à 11 h 11. Cette durée de vol de 2 jours 22 heures et 41 minutes représentait en une seule mission, plus que le total des heures de vol des astronautes américains de l'époque.
- 1963 — Maria Goeppert-Mayer (1906-1972) obtient le Prix Nobel de Physique (elle en est co-lauréate avec Hans Daniel Jensen) pour ses découvertes à propos de la structure en couches du noyau [atomique] »[22],[23],[24].
- 1964 — Dorothy Hodgkin (1910-1994), biochimiste britannique, reçoit le prix Nobel de chimie[7] « pour sa détermination par des techniques aux rayons X des structures de substances biochimiques importantes », dont celles de la pénicilline et de la vitamine B12[7]. En 1969, son équipe et elle découvriront la structure de l'insuline[7].
- 1966 — Lise Meitner (1878-1968), physicienne d'origine autrichienne, partage le prix Enrico Fermi avec Otto Hahn et Fritz Strassmann pour les recherches ayant conduit à la découverte de la fusion de l'uranium ; elle refusera de participer au projet Manhattan du fait du potentiel destructeur de sa découverte[7].
- 1967 — Le premier pulsar est découvert, par Jocelyn Bell (1943-) et Antony Hewish : mais seul ce dernier et Martin Ryle recevront le prix Nobel de physique 1974 pour cette découverte[7].
- 1967 — Françoise Moret-Bailly est la première femme à la tête d'une université en France[25].
- 1970 — Joëlle Le Vourc'h, est la première femme à intégrer l'ESCP[26].
- 1972  — Anne Chopinet est la première à entrer comme élève à l'École polytechnique.
- 1976 — Rosalyn S. Yalow (1921-2011), médecin américain, est la première femme à remporter le Albert Lasker Basic Medical Research Award pour le principe des dosages par radio-immunologie ; cette découverte lui vaudra le prix Nobel de physiologie ou médecine en 1977[7], avec Roger Guillemin et Andrzej Wiktor Schally.
- 1979 — Yvonne Choquet-Bruhat (1923–) est la première femme à être élue à l'Académie des sciences française.
- 1983 — Barbara McClintock (1902–1992) reçoit le prix Nobel de physiologie ou médecine pour avoir découvert que le génome est une entité dynamique, les gènes pouvant sauter d'un endroit à l'autre (voir transposons).
- 1983 — Dian Fossey (1932-1985), primatologue américaine et l'autorité mondiale de référence concernant les gorilles des montagnes, publie son autobiographie Gorillas in the Mist (Gorilles dans la brume) ; elle sera tuée deux ans plus tard[7].
- 1985 — Première femme à diriger l'Union internationale de biochimie, Marianne Grunberg-Manago (1921–) a découvert une enzyme qui a bouleversé la recherche sur l'hérédité et permis une meilleure compréhension de l'ADN.
- 1995 — Les cendres de Marie Curie sont transférées au Panthéon de Paris. Elle est alors la seule femme honorée au Panthéon pour son travail.

## XXIesiècle
- 2008 — Françoise Barré-Sinoussi (1947–) reçoit le prix Nobel de physiologie ou médecine pour la découverte du VIH.
- 2008 — Une étude portant sur un test de mathématiques réalisé par 300 000 adolescents des deux sexes dans 40 pays montre que l’écart de performance en mathématiques entre les garçons et les filles est corrélé à l'index d'émancipation des femmes, soulignant ainsi l'influence de l’éducation et de la culture (notamment l'estime de soi et les stéréotypes de genre)[27]. Ainsi, la culture égalitaire aux États-Unis explique la disparition entre 1990 et 2008 de l’écart de performance en mathématiques entre les deux sexes[28]. Ces études remettent en cause l’idéologie du déterminisme biologique pour expliquer la sous-représentation des femmes dans les sciences.
- 2009 — Elinor Ostrom (1933-2012) est la première femme à recevoir le prix Nobel d'économie.
- 2009 — Ada Yonath (1939-) et Elizabeth Blackburn (1948-) reçoivent respectivement un Prix Nobel de Chimie et un Prix Nobel de Médecine, après avoir été toutes deux lauréates du Prix L'Oréal-UNESCO Pour les Femmes et la Science en 2008.
- 2014 — Maryam Mirzakhani (1977-2017), mathématicienne, devient la première femme récipiendaire de la médaille Fields[29] (plus importante médaille en mathématiques, qui n'ont pas de prix Nobel), pour ses « contributions exceptionnelles à la dynamique et à la géométrie des surfaces de Riemann et de leurs espaces de modules » ; elle en même temps la première personne iranienne à obtenir cette médaille[7].
- 2016 — Grace Hopper (1906-1992), mathématicienne américaine, reçoit de manière posthume la Médaille présidentielle de la liberté en reconnaissance de son travail pionnier sur les ordinateurs et en informatique ; elle avait entre autres développé le premier ordinateur commercial des États-Unis, UNIVAC I[7].
- 2020 — Ekanem Ikpi Braide (1946-) est la première femme présidente élue de l'Académie nigériane des sciences[30],[31].

## Prix Femmes et Sciences
Afin de promouvoir la place des femmes dans la recherche et de mettre en lumière des carrières exemplaires de femmes scientifiques, le Ministère de l'enseignement supérieur et de la recherche et la Fondation d'entreprise EADS ont décidé de s'engager et de créer le Prix Irène-Joliot-Curie en 2001. À ce jour, 36 femmes sont lauréates de ce prix dans les catégories :
- femme scientifique de l'année ;
- jeune femme scientifique de l'année ;
- parcours femme entreprise ;
- mentorat.

La Fondation L'Oréal et l'UNESCO ont créé en 1998 les prix L'Oréal-UNESCO Pour les Femmes et la Science récompensant chaque année cinq femmes scientifiques issues des cinq continents. Le programme L'Oréal–UNESCO Pour les Femmes et la Science distribue également des bourses à des jeunes femmes scientifiques en thèse ou en post doc pour les encourager à persévérer dans la carrière scientifique. Chaque année, plus de 200 bourses sont attribuées dans 50 pays du monde.

## Compléments